# Fatih Yiğit Şanlıtürk
Fatih Yiğit Şanlıtürk (* 1. Januar 2003 in Seyhan) ist ein türkischer Fußballspieler. Er steht seit Beginn seiner Profikarriere beim Fenerbahçe Istanbul unter Vertrag.

## Leben
Şanlıtürk kam 2003 in der Ortschaft Seyhan, einer Stadtgemeinde und gleichzeitig einem Stadtteil der türkisch-mediterranen Großstadtkommune Adana, zur Welt.

## Karriere
Şanlıtürk ist ein 1,76 m großer Mittelfeldspieler und agiert primär als Achter.
Mit dem Vereinsfußball begann er in seiner Kindheit 2012 in Bakırköy beim Istanbuler Amateurverein Bakırköy Aslan Spor. Im Oktober 2014 wechselte er in die Nachwuchsabteilung vom Galatasaray Istanbul und nach nur einem Jahr wechselte Şanlıtürk weiter, diesmal zum Erzrivalen Fenerbahçe Istanbul. Er kam in mehreren Fenerbahçe-Jugend- und Juniorenauswahlen zum Einsatz. Im November 2020 erhielt er mit 17 Jahren seinen ersten Profifußballvertrag mit einer Laufzeit bis zum Ende Mai 2023. Nach seinem 18. Geburtstag kam er im Januar 2021 als Einwechselspieler in der Süper Lig der Saison 2020/21 gegen den BB Erzurumspor zu seinem Profidebüt. Eine Woche später kam er zu einem weiteren sporadischen Einsatz. Danach kam Şanlıtürk ausschließlich bei den U19-Junioren vom Fenerbahçe zum Einsatz. Dort trug er mit seinen Toren zum Einzug in die Playoffs und in das Playoffhalbfinale der türkischen U19-Süper-Lig-Meisterschaft bei und beendete mit der Mannschaft die Saison als Playoffdritter. In der Folgesaison kam er im August 2021 unter dem neuen Cheftrainer Vítor Pereira der Profimannschaft zu seiner internationalen UEFA-Vereinswettbewerbspielpremiere im letzten Europapokal-Qualifikationsspiel. Wo er als Joker auch seine Profitorpremiere gab und trug damit zur Qualifikation der UEFA Europa League 2021/22 bei.